# Номерні знаки Фінляндії

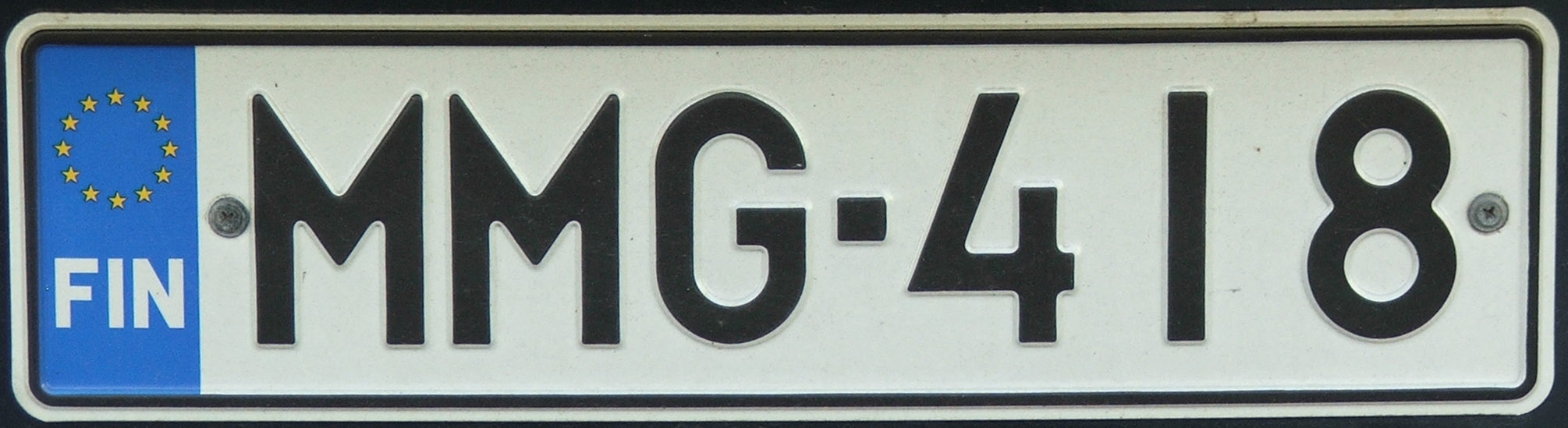
Номерний знак чинного зразка.

Автомобільні номерні знаки Фінляндії використовуються для реєстрації транспортних засобів у Фінляндії. Вони використовуються для перевірки законності використання, наявності страхування та ідентифікації транспортних засобів.
Стандартні номерні знаки зазвичай містять три літери та три цифри, розділені тире (наприклад, ABC-123), хоча персональні можуть містити лише один символ. Пластина знака виготовляється з алюмінію та має біле тло з чорними символами. По лівий бік номерного знака — смуга ЄС з кодом країни «FIN».
З 1989 року поєднання символів є серійним і не пов'язане з географічним розташуванням, за винятком того, що Аландські острови мають свій тип номерного знака.

## Формат

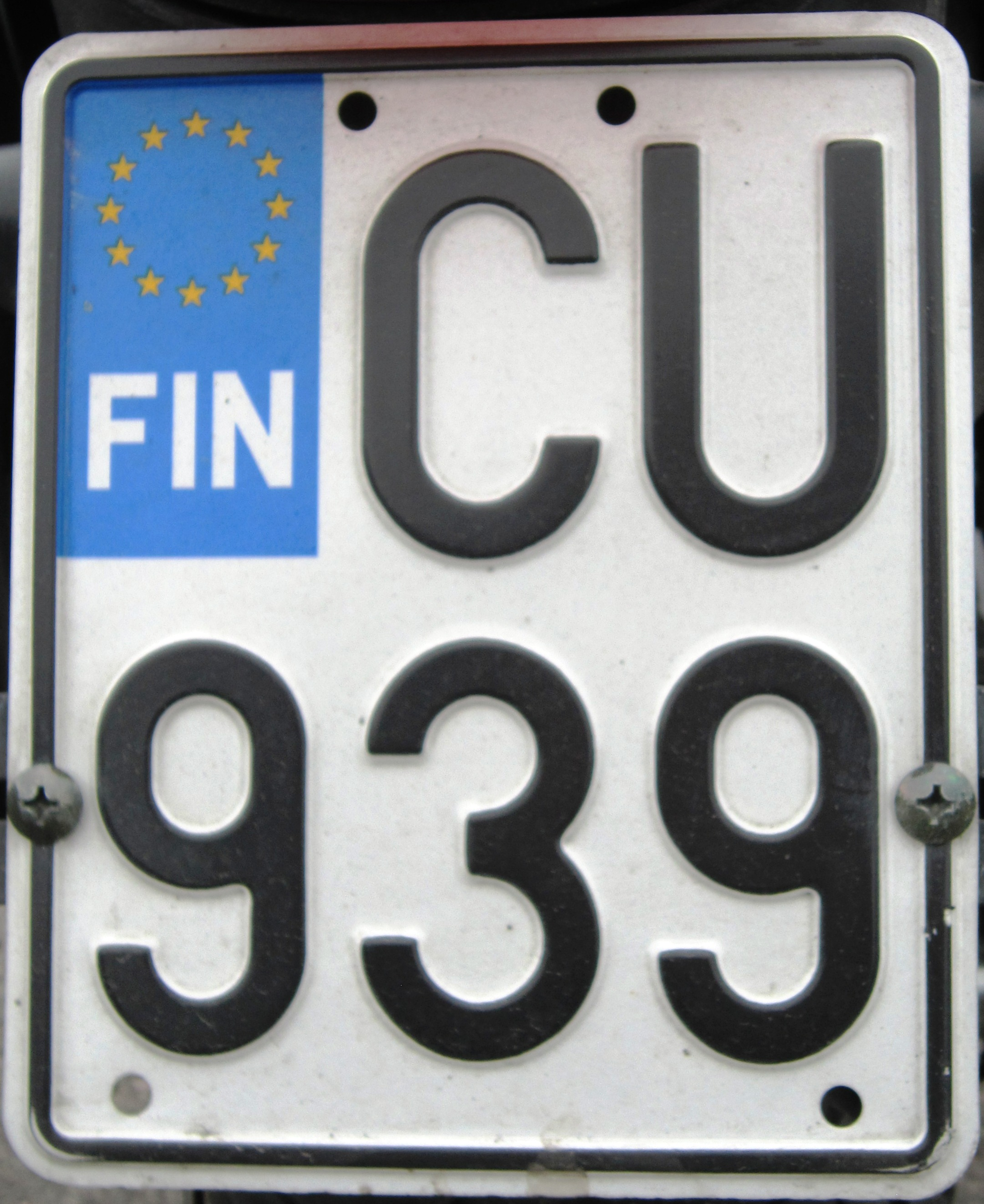
Знак для мотоциклів.

Реєстраційний номер містить дві або три літери і (максимум) тризначне число. Між літерами та числом стоїть тире.
Розміри номерного знака становлять 118 мм х 442 мм (автомобілі) або 200 мм х 256 мм (мотоцикли). Отвори кріплення на стандартній автомобільній пластині розташовуються збоку 63,5 мм від краю та зверху-знизу 59,0 мм від краю (діаметр отвору 7 мм). Отвори кріплення на стандартній мотоциклетній пластині розташовуються збоку 18,0 мм від краю, зверху-знизу 100,0 мм від краю (діаметр отвору 7 мм).
Розміри ліцензійних номерних знаків старого зразка становлять 118 мм х 397 мм або 118 мм х 338 мм. Розміщення отворів (118 мм х 397 мм): збоку 18,75 мм від краю, зверху-знизу 59,6 мм від краю (діаметр отвору 7 мм). Розміщення отворів (118 мм х 338 мм): збоку 16,75 мм від краю, зверху-знизу 59,6 мм від краю (діаметр отвору 7 мм).
Для транспортного засобу Президента Фінляндії номерний знак може бути замінений державним гербом.
| FIN | ABC-123 |

Стандартні номерні знаки мають ряд обмежень при формуванні комбінацій:
- Дві-три літери та одна-три цифри (п'ять на Аландських островах).
- Використовуються тільки літери A-Z та Å, Ä & Ö.
- Номерний знак не може починатися з P, W або D (використовується для причепів).
- Числова частина номера не може починатися з 0.

## Старі регіональні коди

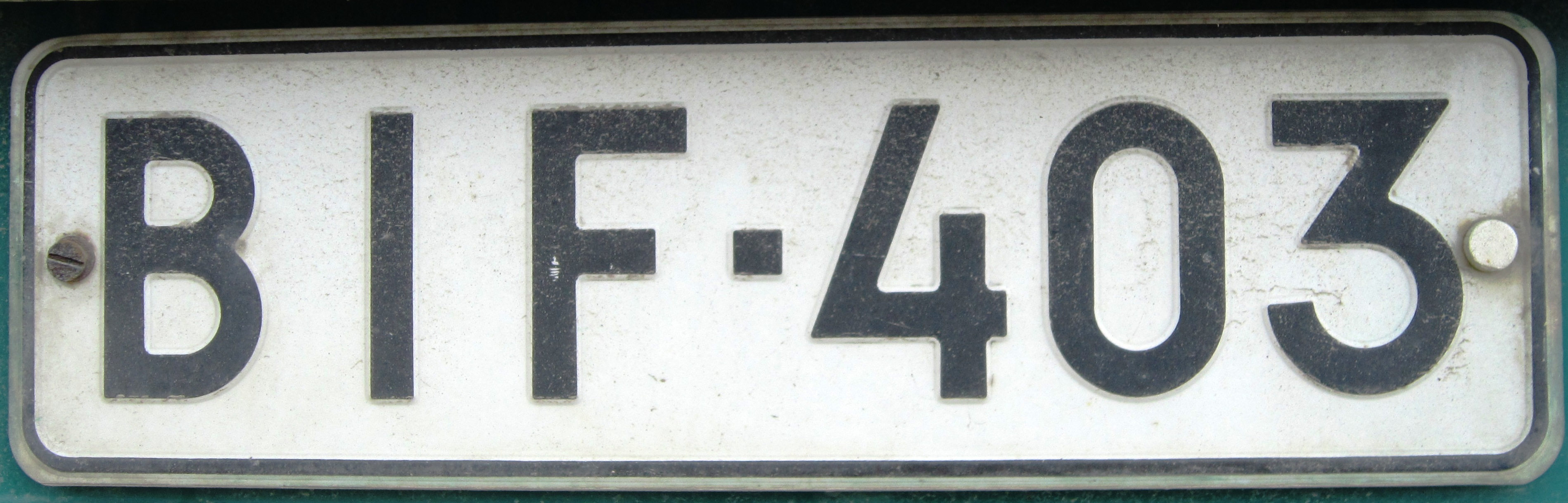
Номерний знак до 2001 року.

- A: Helsinki Sen jälkeen rekisteritunnuksissa oli kaksi kirjainta, joista ensimmäinen oli läänitunnus, sekä enintään kolminumeroinen luku.[1]
- B: Helsinki[1]
- C: Дипломатичні, серії CA, CB, CE для Helsinki[1]
- D: Perävaunu
- E: Turun ja Porin lääni[1]
- F: Turun ja Porin lääni[1]
- G: Kymen lääni[1]
- H: Hämeen lääni[1]
- I: Hämeen lääni[1]
- J: Використовується у номерних знаках без стандартного набору з трьох літер і трьох цифр.
- K: Kuopion lääni[1]
- L: Lapin lääni[1]
- M: Mikkelin lääni[1]
- N: спочатку в Hämeen lääni[1]; пізніше у номерних знаках без стандартного набору з трьох літер і трьох цифр.
- O: Oulun lääni[1]
- P: Perävaunu
- Q: Ei käytössä
- R: Kymen lääni[1]
- S: Kuopion lääni, пізніше в Pohjois-Karjalan lääni
- T: Turun ja Porin lääni[1]
- U: Uudenmaan lääni[1]
- V: Viipurin lääni, Vaasan lääni[1]
- VA: Vaasan lääni
- W: Perävaunu
- X: Keski-Suomen lääni[1]
- Y: Vaasan lääni[1]
- Z: Uudenmaan lääni[1]
- ÅL: Ahvenanmaa.

## Спеціальні

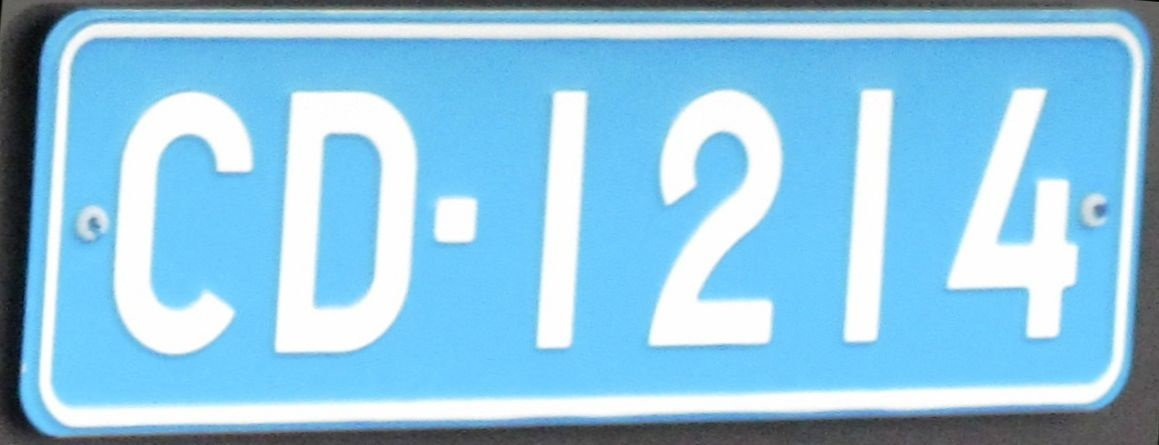
Дипломатичний

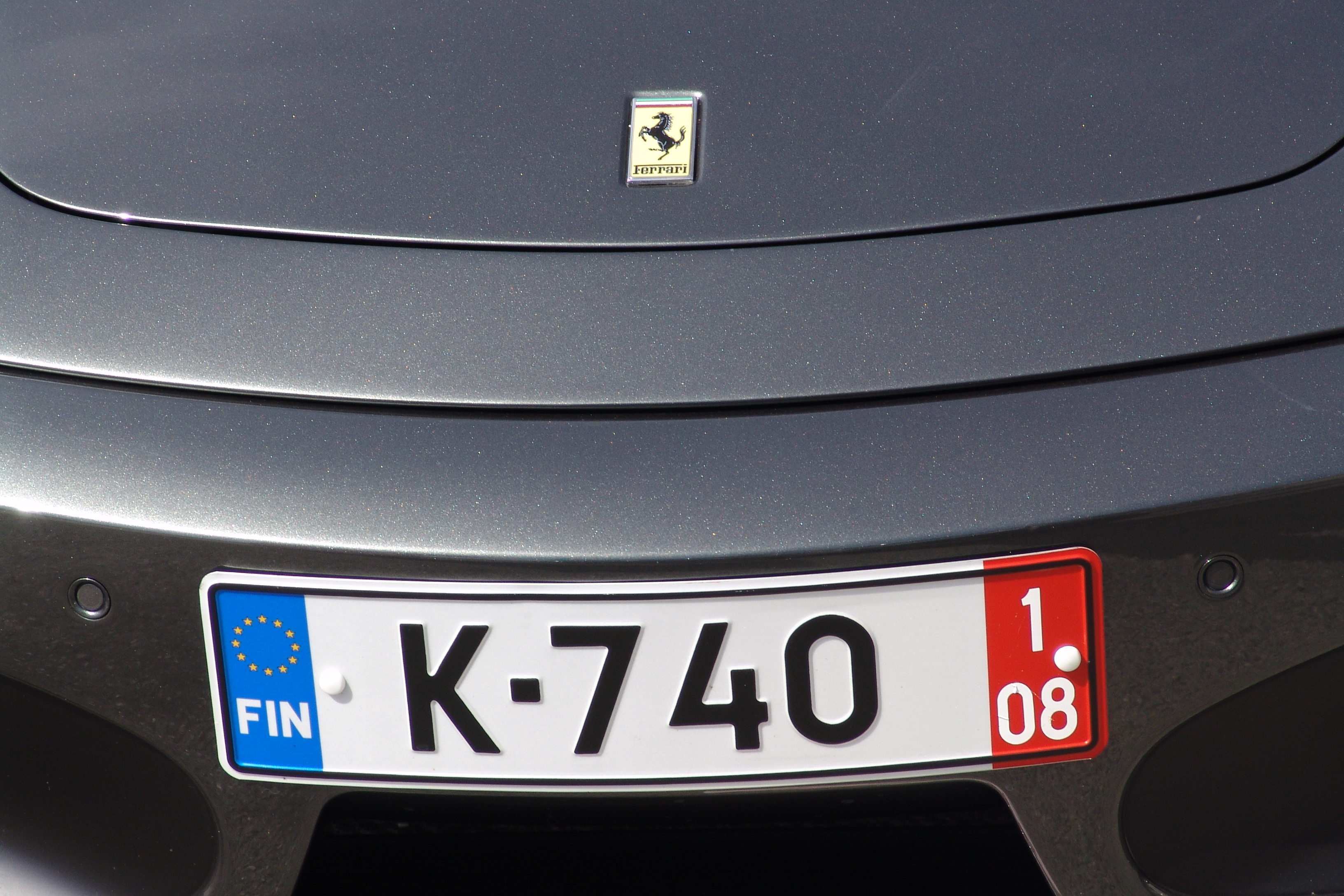
Експортний номер на F430 Spider

Експортні реєстраційні номерні знаки містять одну літеру та (максимальний) чотиризначний серійний номер.
| FIN | C-1234 |

Дипломатичний номерний знак має блакитне тло та білі символи. Коди «C» або «CD», від французького «Corps Diplomatique». Знаки містять максимум чотири цифри, а з кодом С — максимум п'ять.
| CD-123 |

| CD 3NX |

| C-1234 |

Музейні та раритетні автомобілі мають чорні пластини, які містять дві або три літери і максимум три цифри у білому шрифті. Розмір пластини — 118 мм х 338 мм.
| MAA-123 |

Музейні та раритетні мотоцикли мають чорні пластини, які містять дві літери і максимум три цифри у білому шрифті. Розмір пластини — 119 мм х 280 мм
| MR-100 |

Трактори та інші спеціальні транспортні засоби мають номерні знаки з максимум трьома цифрами і трьома літерами чорним шрифтом на жовтому тлі.
| 743·GTB |

Тимчасові номерні знаки, або, власне, одноразові наклейки, виготовлені виключно з пластику, мають червоні символи на білому тлі. Вони містять дві літери (спочатку одну) і максимум чотири цифри. На наклейках з двох сторін є клейові смуги, які можуть бути прикріплені або зовні, або зсередини заднього та вітрового скла.
| AG-1234 |

## Номерні знаки Аландських островів
Аландські номерні знаки мають біле тло із блакитними символами. Офіційний міжнародний код реєстрації транспортних засобів — FIN, як і в континентальній Фінляндії, однак місцева влада Аландських островів хоче ввести код AX як власний офіційний.
| ÅLA 123 |

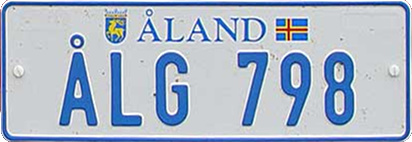
Номерний знак Аландських островів

Аландські знаки завжди починаються з префікса «ÅL». До 2011 року вони містили 3 літери і 1-3 цифри, як і у Фінляндії, але з 2011 року місять ÅL і п'ять цифр без літер.